# سابسان

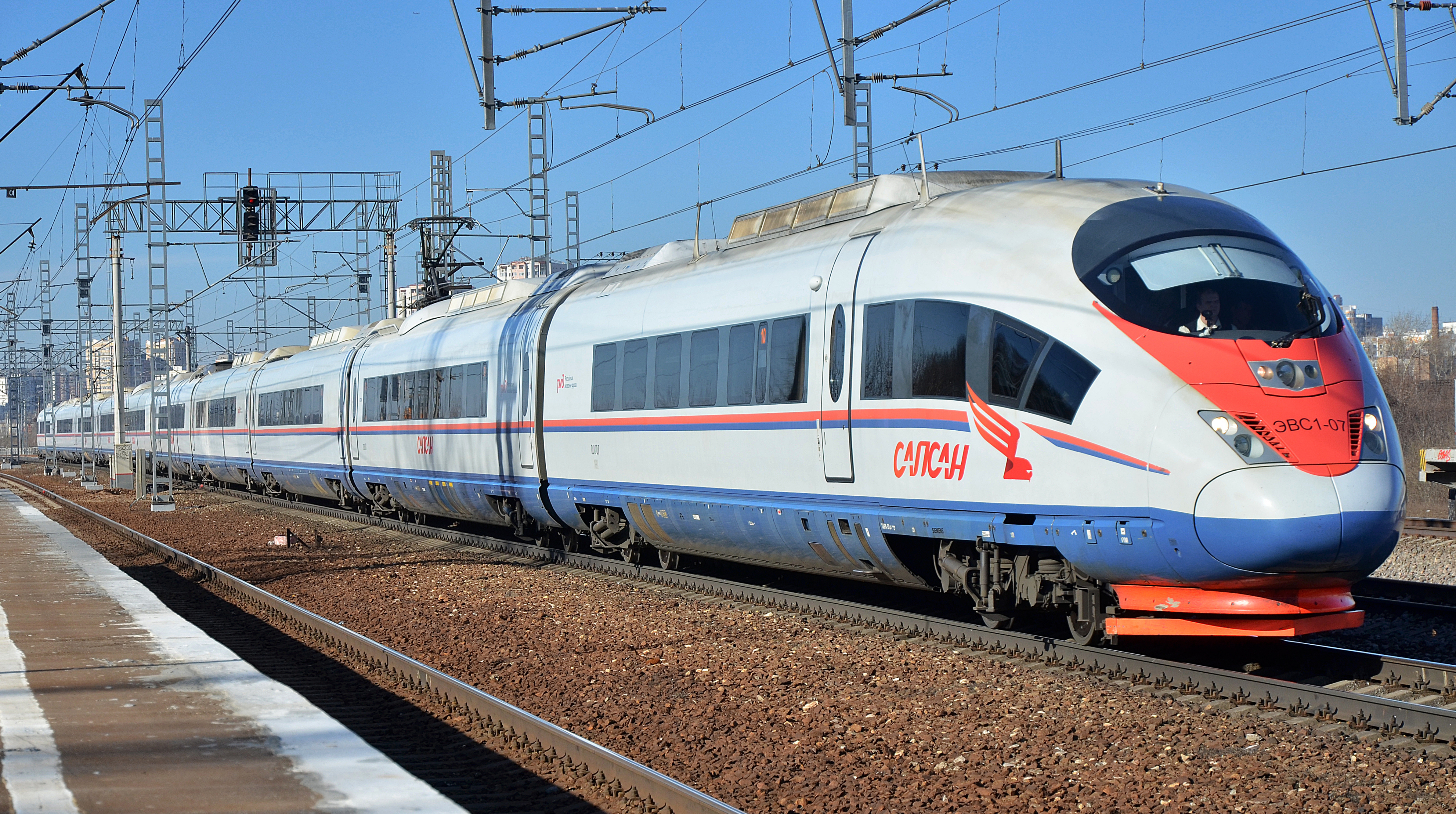
قطار سابسان EVS1-07 على سكة الحديد الواصلة بين موسكو-سانت بطرسبورغ

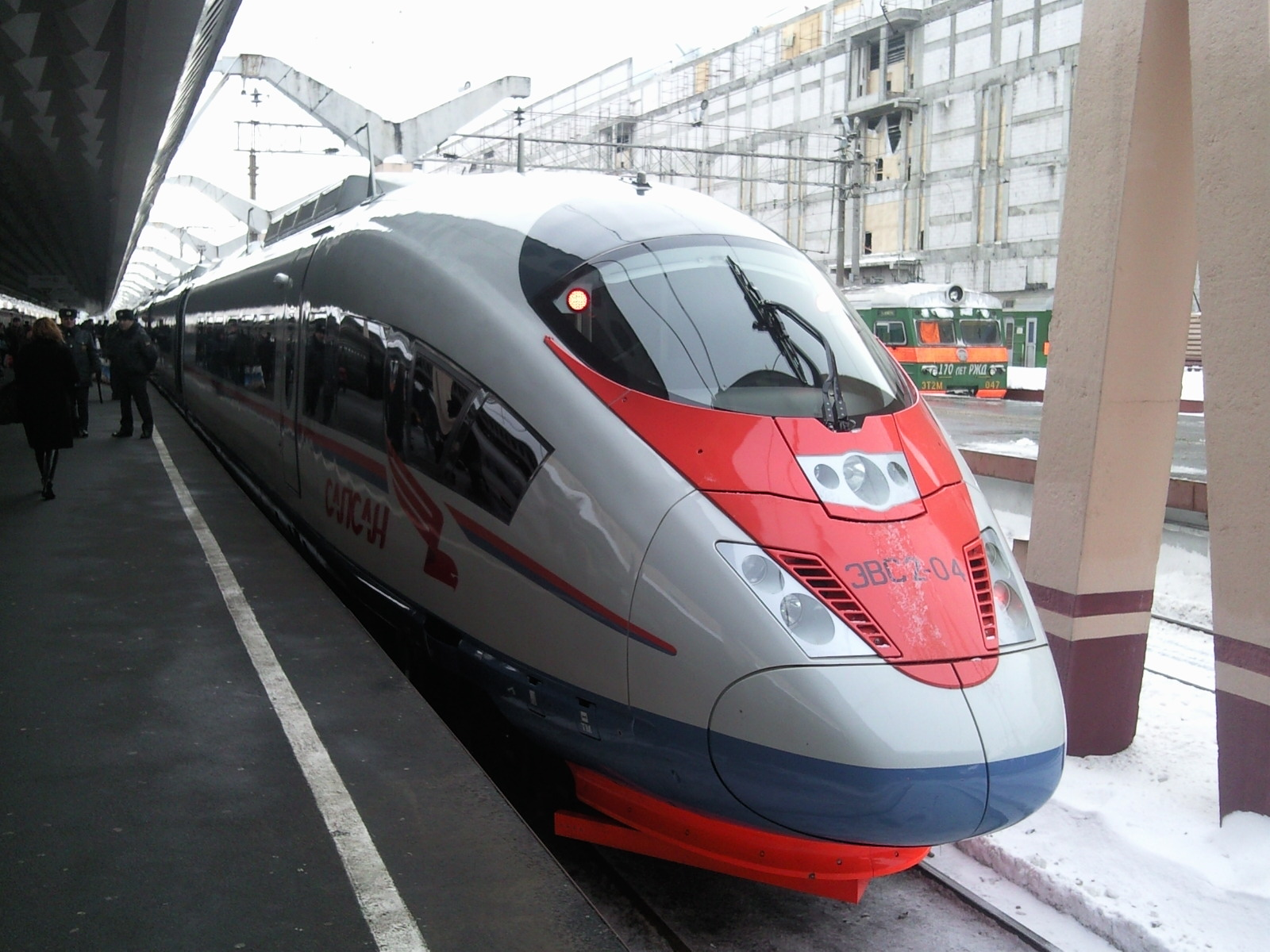
قطار سابسان EVS2-04 في محطة سانت بطرسبورغ

سابسان (بالـروسية:Сапсан) هي شبكة من القطارات الكهربائية فائقة السرعة في روسيا الإتحادية. وهو قطار مخصص لسكة الحديد الروسية 1520مم من تصميم وإنتاج شركة سيمينز ضمن عائلة "Siemens Velaro".
دخل القطار إلى الخدمة أواخر عام 2009م بدايةً بخط موسكو-سانت بطرسبورغ بسرعة تصل حتى 250كم/ساعة (يتوقع ان ترتفع إلى 350كم/ساعة مع ترقية السكة الموجودة حالياً)،تم إضافة خط موسكو-نيجني نوفغورود للعمل بعد عام 2015م.

## التسمية
سميَ قطار «سابسان» بهذا الاسم نسبةً إلى طير سابسان (الشاهين) أكثر الطيور سرعةً في العالم. وطير سابسان يعيش في السهوب الروسية حيث تبلغ سرعته 300كم في الساعة.

## إنجاز المشروع
تم في 18 من مايو 2006 توقيع اتفاقية بين الحكومة الروسية وشركة سيمينز بقيمة 276 مليون يورو لبناء 8 قطارات من عائلة "Siemens Velaro" للعمل على شبكة السكة الروسية، مع عقد والتزام خدمة وصيانة يصل لـ 30 عاماً بقيمة 300 مليون يورو.
تم طلب القطارات للربط بين مدن موسكو ,سانت بطرسبورغ ونيجني نوفغورود بسرعة تصل حتى 250كم/ساعة. تم طلب القطارات بعرض القطار 3,265مم وارتفاع 4.4م لتتناسب مع مسارات السكة في روسيا. أربع من القطارات (EVS2) جهزت للعمل على 3kv DC وعلى نظام 25kV AC 50 Hz.
يبلغ طول القطار مع مقصورات الركاب العشر 250م بسعة 600 راكب.
تمت أعمال البناء والتطوير من قبل شركة سيمنز في مدينتي إرلنغن وكريفلد في ألمانيا. تم تسليم القطار الخامس في شهرأغسطس من عام 2009م في إطار الجدول الزمني لبناء الـ 8 قطارات.
عملت قطارات EVS1 (القطار الخامس إلى الثامن) بنظام تغذية وحيد بجهد 3KV DC في الشبكة بين موسكو-سانت بطرسبورغ، أما مجموعة القطارات الأخرى EVS2 (القطار الأول إلى الرابع) عملت بالنظام المزدوج (3KV DC و25KV AC 50 Hz) للتغذية على شبكة الخط الواصل بين مدينتي موسكو-نيجني نوفغورود.
أواخر عام 2011م تم إضافة طلبيات للمزيد من القطارات لتلبية الاحتياج للخطوط العاملة بالسرعة الفائقة وأيضاً لإضافة خطوط جديدة بنظامي
EVS1 وEVS2.

## العمل التجاري
تعتبر قطارات سابسان القطارات الوحيدة الناجحة ضمن شبكة سكك الحديد الروسية حيث تصل نسبة الإشغال فيها إلى 84.5%. طبقاً لجدول الرحلات في 30 أكتوبر 2011 فإن الرحلة المباشرة من موسكو-سانت بطرسبورغ بدون توقف تحتاج لـ 3 ساعات و55 دقيقة.

خط سير قطار سابسان من موسكو إلى سانت بطرسبورغ ونيجني نوفغورود

## معرض الصور والفيديو

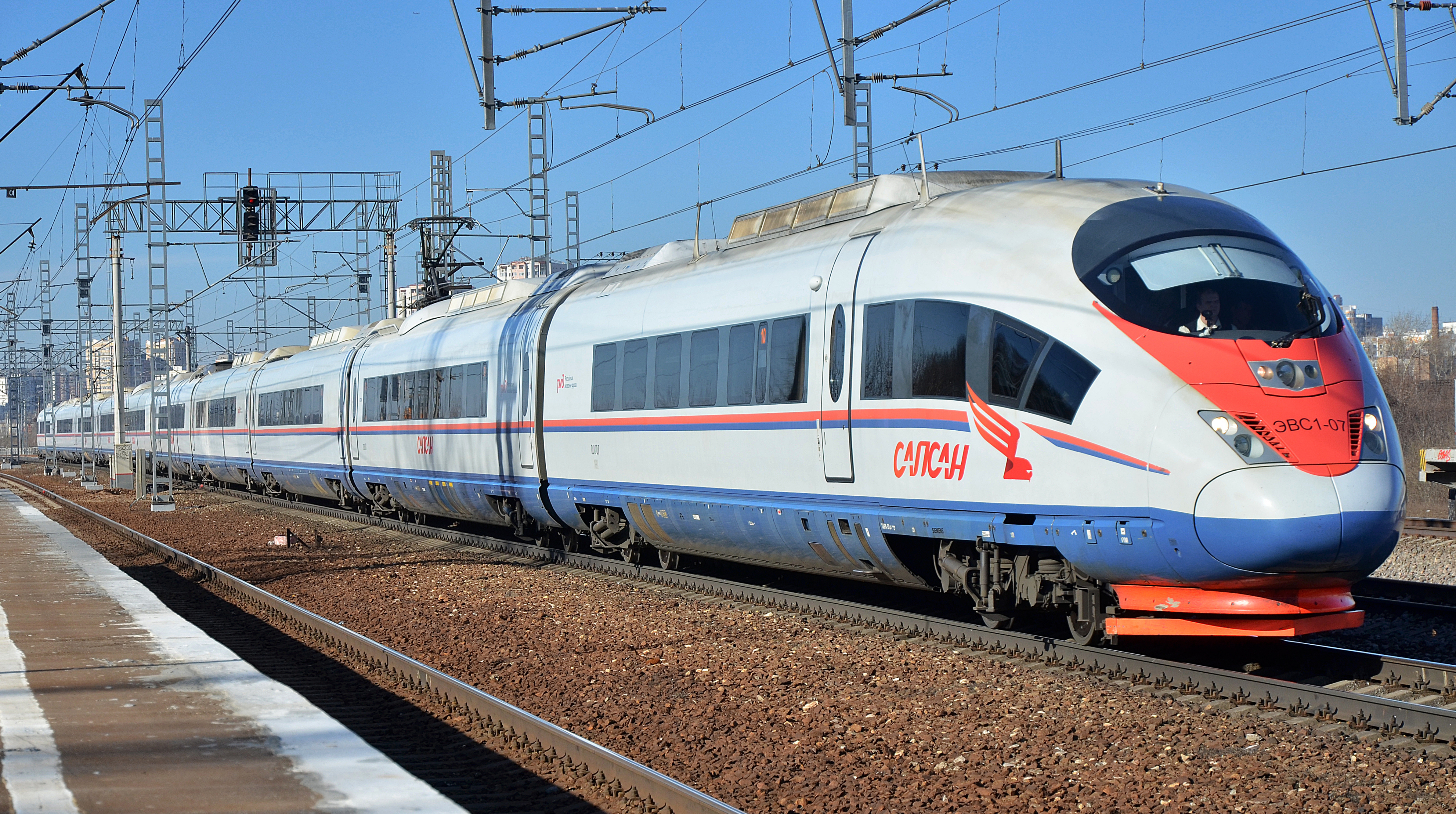
قطار سابسان EVS1-07 من موسكو-سانت بطرسبورغ
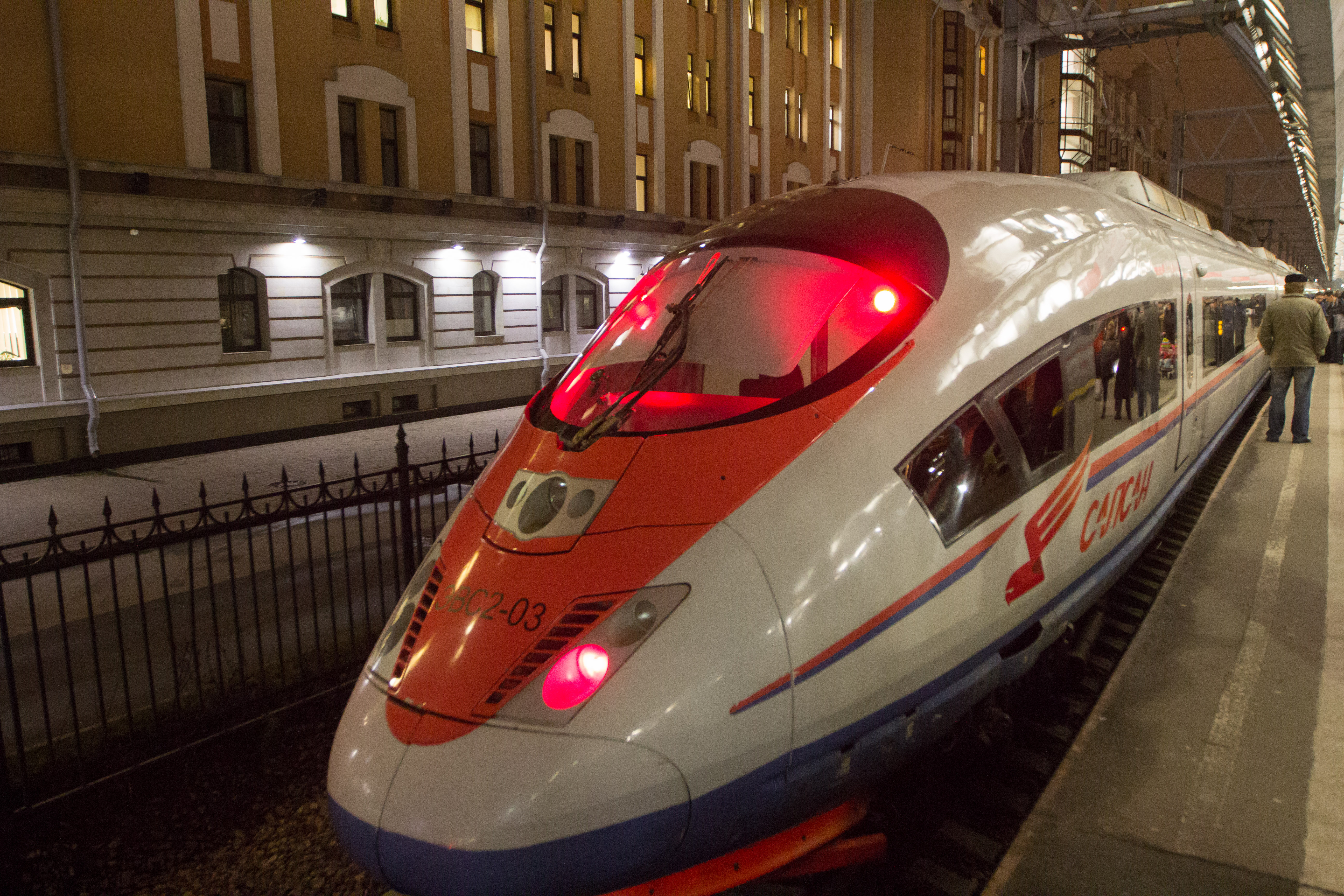
من سانت بطرسبورغ-موسكو
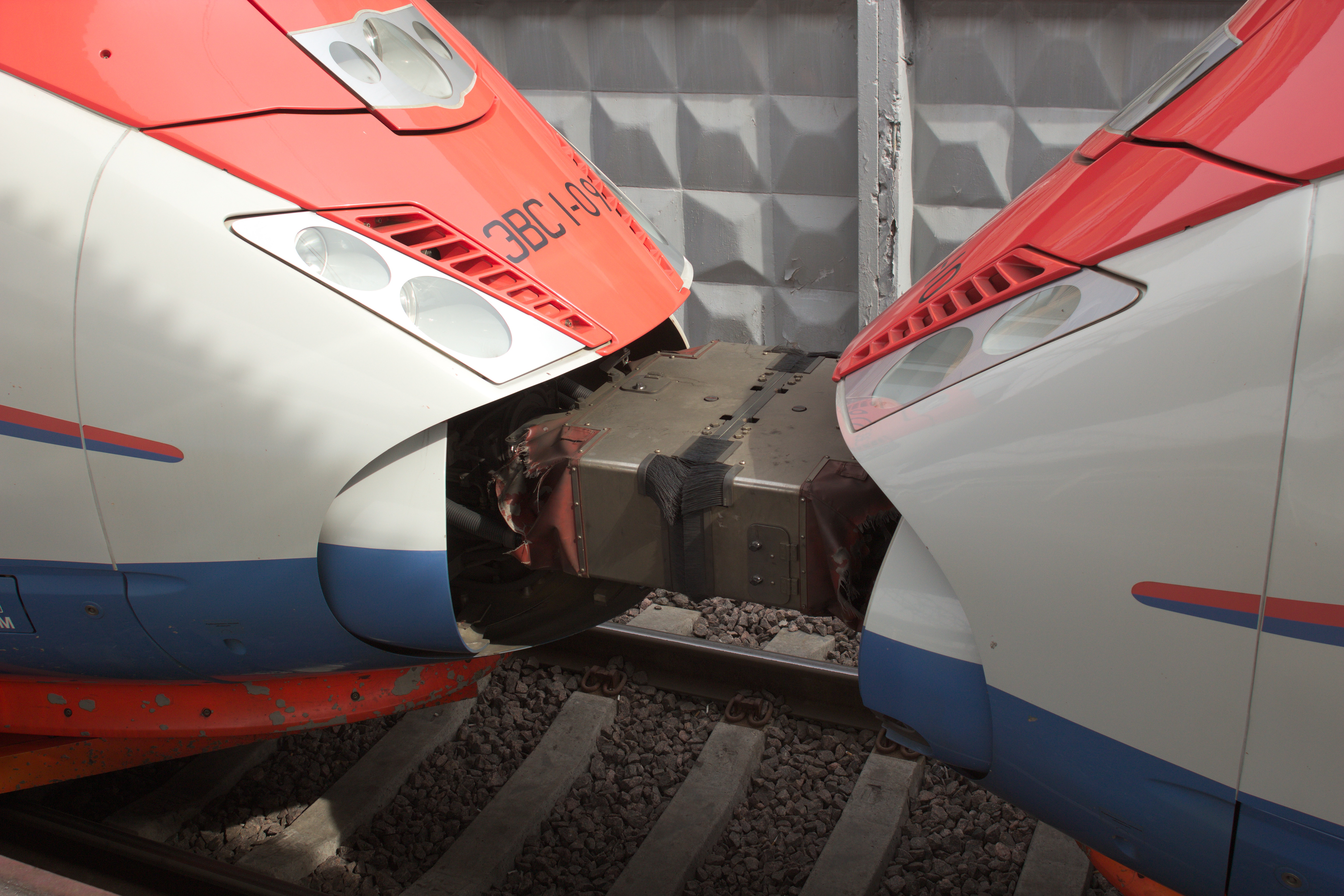
ربط 10 عربات إضافية لقطار سابسان
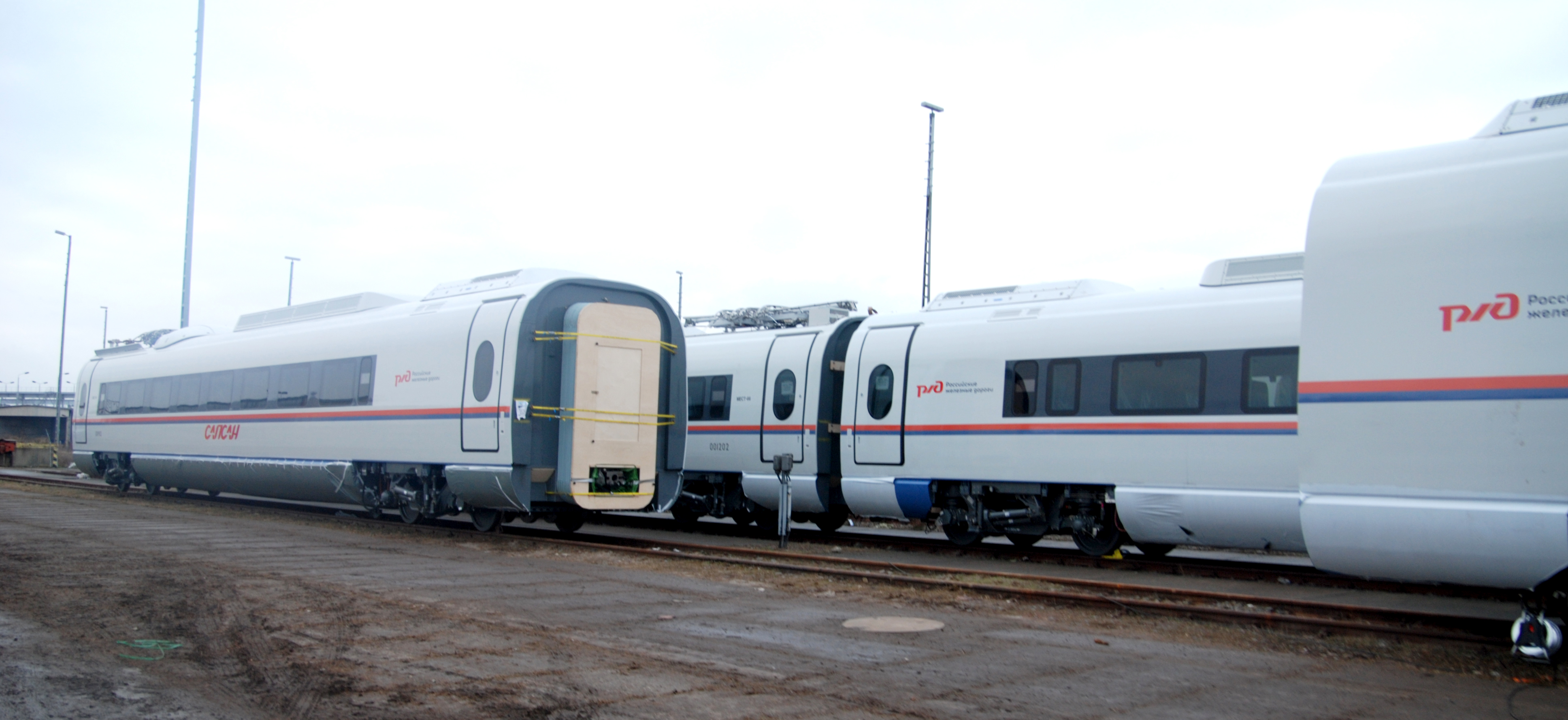
توريد قطارات سابسان من ألمانيا
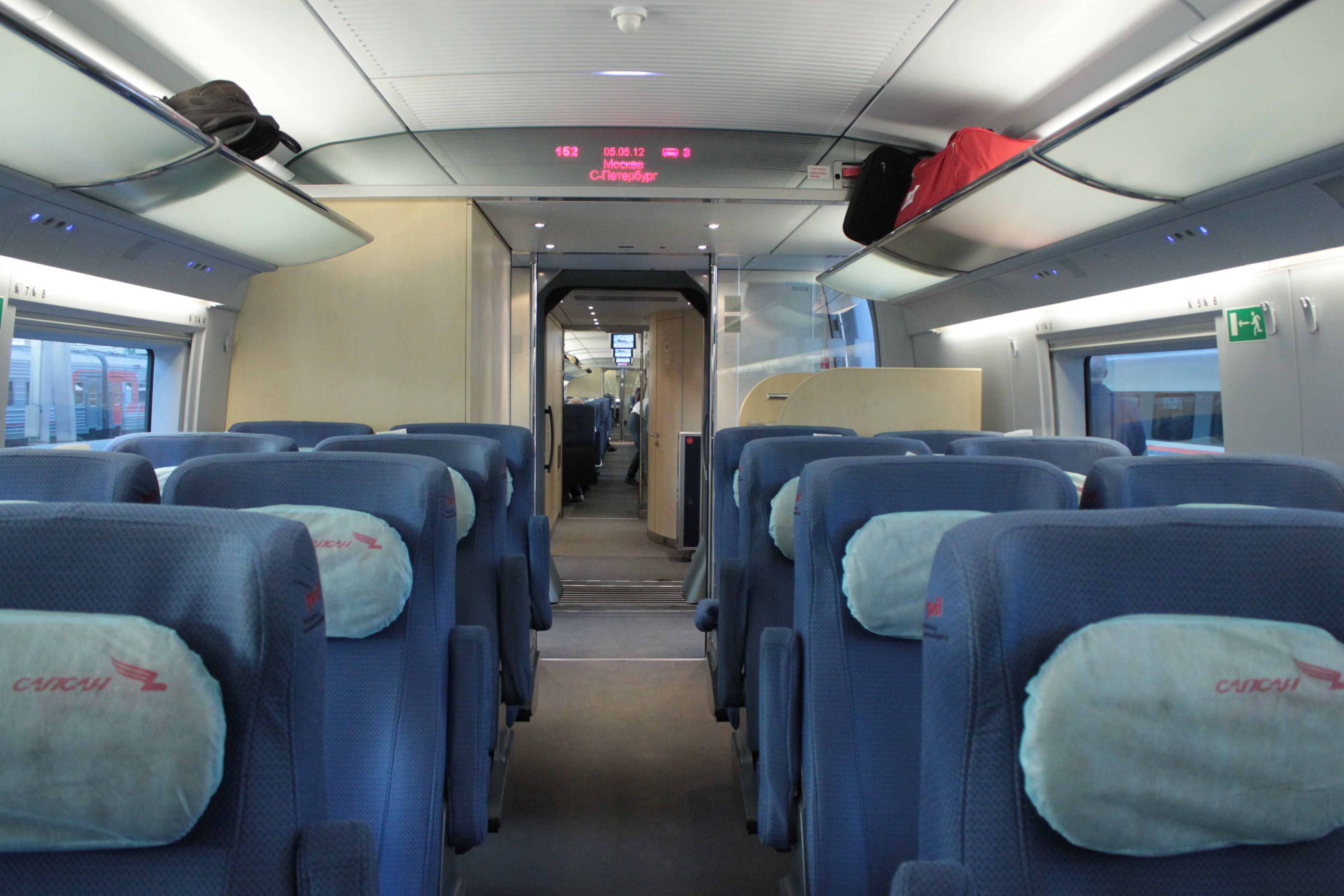
داخل عربة الركاب
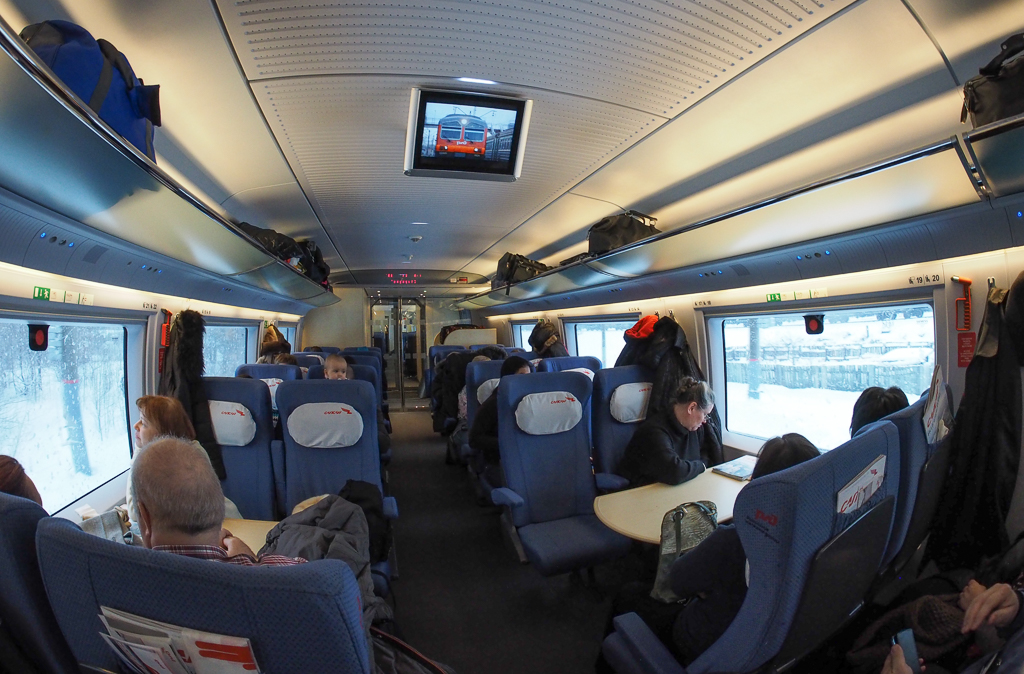
داخل عربة الركاب
- سابسان نيجني نوفغورود-موسكو.
- مغادرة قطار سابسان لمدينة موسكو.
- قطار سابسان من الخارج والقفز بين مقصورات الركاب.
- المقصورة الأولى وكابينة القيادة.